# 1632 (romanzo)
1632 è un romanzo ucronico del 2000 scritto dallo storico, scrittore ed editore Eric Flint; costituisce il capitolo iniziale dell'omonimo ciclo.

## Trama
La città, inventata, di Grantville, Virginia Occidentale (modellata sulla città reale di Mannington, Contea di Marion) e la sua centrale elettrica sono spostate attraverso lo spazio tempo a causa dell'effetto collaterale dell'attività "artistica" di una misteriosa razza aliena.
Una sezione di terreno emisferica di 5 km circa di raggio, misurati dal centro della città, è trasportata attraverso il tempo e lo spazio dall'aprile del 2000 al maggio del 1631, dal Nord America alla Germania centrale.
La città si trova scagliata nel mezzo della Guerra dei Trent'Anni, nella provincia tedesca della Turingia, nella Thuringer Wald, vicino alla libera città inventata di Badenburg.
L'effetto dei Frammenti Assiti si verifica durante un matrimonio, spiegando così la presenza in città di diverse persone non native di Grantville, incluso un dottore e sua figlia, un paramedico. Municipalità reali della Turingia poste vicino a Grantville sono Weimar, Jena, Saalfeld e le più distanti Erfurt, Arnstadt, e Eisenach.
Grantville, guidata da Mike Stearns, presidente della sezione locale del sindacato United Mine Workers of America (UMWA), deve affrontare lo spostamento spazio-temporale della città, la guerra che infuria tutt'intorno, barriere linguistiche e numerose questioni sociali e politiche, che includono tra i tanti; conflitti di classe, stregoneria, femminismo, Riforma e Controriforma. Un problema è dato dalla scarsità di cibo a seguito dell'afflusso di rifugiati dai territori circostanti afflitti dalle consegueenze del conflitto. I nativi del 1631 provano una sorta di shock culturale quando sono esposti per la prima volta a certi costume della moderna società Americana, inclusi vestiti moderni, liberazione sessuale e il chiassoso stile della politica americana.
Grantville lotta per sopravvivere mentre cerca di mantenere la propria tecnologia senza le risorse del XX secolo. Durante il 1631 la comunità di Grantville forma con diverse città vicine i Nuovi Stati Uniti (NUS, New United States) riuscendo, nel cuore di una regione devastata dalla guerra, a creare una zona di stabilità e sicurezza. Ma quando il conte di Tilly cade durante la battaglia di Breitenfeld vicino a Lipsia, Re Gustavo II Adolfo di Svezia sposta rapidamente il teatro delle proprie attività militari verso la Franconia e la Baviera, appena a sud di Grantville. Questo porta alla creazione della Confederazione dei Principati d'Europa (CPE).

## Titolo
Il titolo di questo romanzo è dovuto al fatto che, sebbene Grantville appaia in Europa nel maggio del 1631, gli effetti della sua influenza si fanno sentire nel resto d'Europa solo durante il 1632; questo ritardo è dovuto alle pessime vie di comunicazione dell'epoca e all'infuriare della Guerra dei Trent'Anni nella zona in cui si viene a trovare Grantville.

## Conseguenze
Questo romanzo generò un insolito coinvolgimento da parte dei fan.
Quando Flint considerò per la prima volta di scrivere un seguito, influenzato dall'attività dei fan nel produrre fanfiction e dai commenti nel forum 1632 Tech Manual, decise di aprire l'universo narrativo di 1632 invitando altri autori a contribuire allo sviluppo della storia della serie; questi contributi, assieme a parte della fanfiction prodotta dagli appassionati, è confluita nella prima antologia Ring of Fire.

## Edizioni
- 2000, USA, Baen Books (ISBN 0-671-57849-9), data di pubblicazione febbraio 2000, copertina rigida (Prima edizione)
- 2001, USA, Baen Books (ISBN 0-671-31972-8), febbraio 2001, edizione tascabile
- 2006, USA, Baen Books (ISBN 1-4165-3281-1), 30 giugno 2006, edizione tascabile
- Il testo completo del romanzo è reperibile presso la Baen Free Library come e-book: febbraio 2000, DOI:0671578499